# Heinrichstraße 3–6 (Quedlinburg)

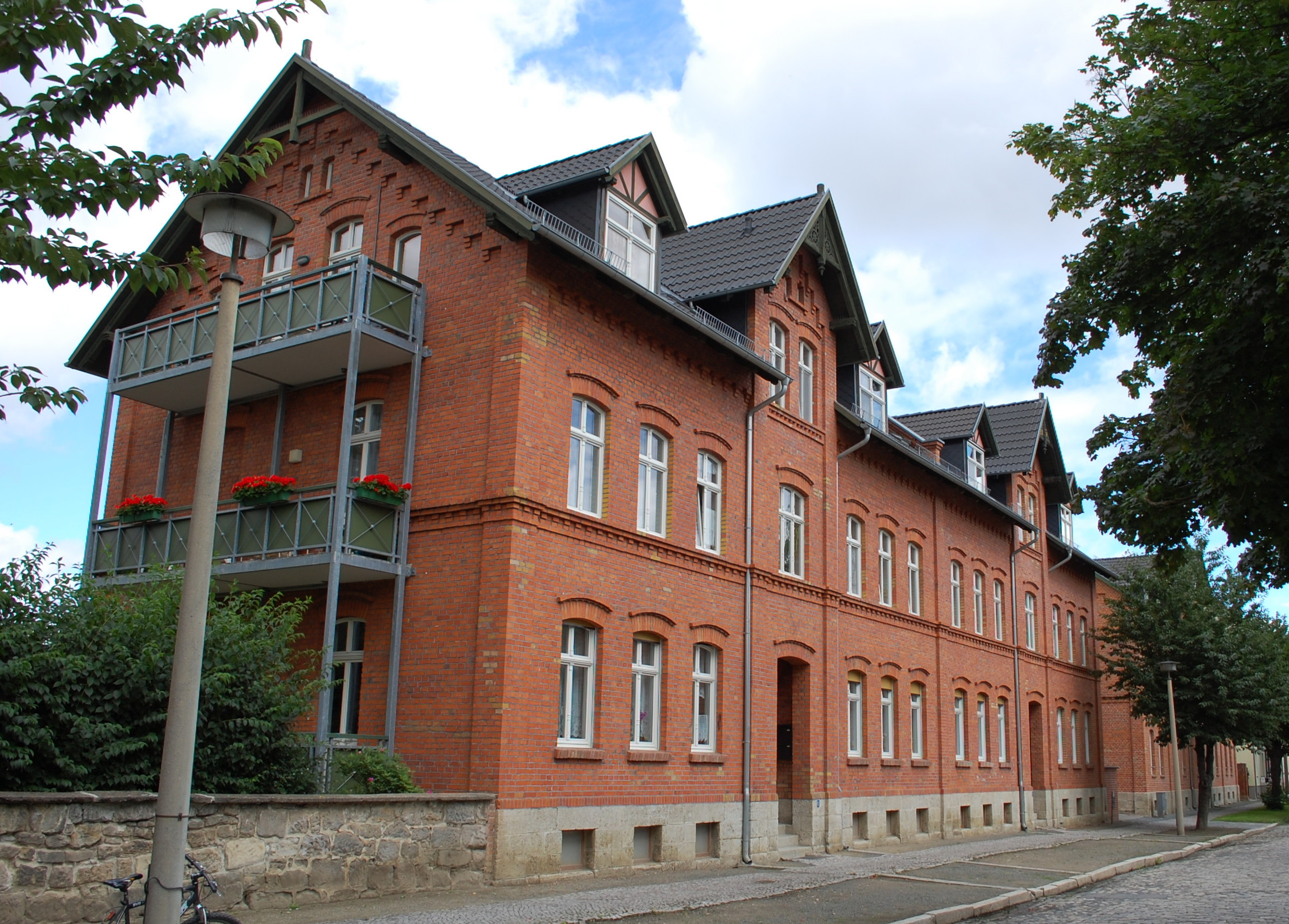
Heinrichstraße 3–6

Die Häuser Heinrichstraße 3–6 sind eine denkmalgeschützte Häusergruppe in Quedlinburg in Sachsen-Anhalt.

## Lage
Die im Quedlinburger Denkmalverzeichnis eingetragene Häusergruppe befindet sich südlich der Quedlinburger Altstadt im Stadtteil Süderstadt.

## Architektur und Geschichte
Bei der Häusergruppe handelt es sich um zwei zweigeschossige Doppelwohnhäuser. Das Haus mit den Hausnummern 5 und 6 entstand im Jahr 1893, die Hausnummer 4 in den Jahren 1904/1905. Die Doppelhäuser sind als Backsteinbauten ausgeführt und weitgehend in ihrem bauzeitlichen Zustand erhalten. Die Fassaden sind symmetrisch gestaltet und zurückhaltend mit Backsteinornamenten verziert. Die jeweiligen Hauseingänge sind durch Mittelrisaliten betont. Die Fenster sind als Segmentbögen gestaltet. Auf den Dächern finden sich unterschiedliche Gaupen.